# 701
سنة 701 كانت سنة بسيطة تبدأ يوم السبت (سوف يظهر الرابط التقويم الكامل للعام) حسب التقويم اليولياني، تم استخدام الفئة 701 لهذا العام منذ أوائل العصور الوسطى، عندما أصبح عصر التقويم بعد الميلاد هو الأسلوب السائد في أوروبا لتسمية السنوات.

## أحداث
- موت أسباروخ مؤسس الإمبراطورية البلغارية الأولى بعد حكم دام 20 عاما ويخلفه ابنه ترفل ليصبح خان البلغار

## مواليد
- لي باي

## وفيات
- جميل بن معمر